# Malkačan
Il Malkačan (in russo Малкачан?; nell'alto corso Bėbe, Бэбе) è un fiume dell'Estremo Oriente russo. Scorre nell'Oblast' di Magadan e sfocia nella baia di Malkačan, la parte settentrionale del golfo della Jama.
Il fiume ha origine sull'altopiano della Kolyma. La sua lunghezza è di 123 km, l'area del bacino è di 1 380 km². Nel corso inferiore del fiume si trova un'ampia area della tundra, sul cui territorio si trova la riserva di importanza regionale "Malkačanskaja tundra".

## Fauna
Il temolo della Siberia orientale e lo scazzone siberiano (Cottus poecilopus) vivono nel Malkačan e nei suoi affluenti; in estate vengono a deporre le uova il Salvelinus malma, il Salvelinus levanidovi, il Salvelinus leucomaenis, il salmone keta, il salmone rosa, il salmone argentato e il salmone rosso. Lo spinarello si trova spesso nei laghi e nei canali del delta della Malkačanskaja.